# Studio Collection, Le origini
Studio Collection, Le origini, pubblicato nel 2000 dalla EMI, è un album raccolta (in due CD e senza inediti) del cantautore napoletano Pino Daniele. Le tracce sono rimasterizzate in digitale con codifica UV22. La foto di copertina è tratta dall'album Pino Daniele e le immagini del libretto interne sono una collezione di foto dedicate a Napoli di Umberto De Fabio.

## Tracce
CD 1
1. Quanno chiove
2. 'Na tazzulella 'e cafè
3. Je so' pazzo
4. A me me piace 'o blues
5. Napule è
6. Terra mia
7. Che calore
8. Cammina cammina
9. Chi po dicere
10. Je sto' vicino a te
11. Basta na jurnata e sole
12. Ue man!
13. Viento
14. E cerca 'e me capì
15. I say i' sto cca'
16. Musica musica

CD 2
1. Puozze passà nu guaio
2. Voglio di più
3. E so cuntento 'e stà
4. Nun me scoccià
5. Alleria
6. Il mare
7. Libertà
8. Fortunato
9. A testa in giù
10. Chi tiene 'o mare
11. Maronna mia
12. Ce sta chi ce penza
13. Chillo è nu buono guaglione
14. Putesse essere allero
15. Appocundria